# Międzychód (gmina)
Międzychód – gmina miejsko-wiejska w województwie wielkopolskim, w powiecie międzychodzkim. W latach 1975–1998 gmina położona była w województwie gorzowskim.
Siedziba gminy to Międzychód.
Według danych z 2019 gminę zamieszkiwały 18 391 osoby.

## Struktura powierzchni
Według danych z roku 2002 gmina Międzychód ma obszar 307,24 km², w tym:
- użytki rolne: 37,09%
- użytki leśne: 51,08%
- wody: 4,24%
- tereny komunikacyjne: 3,11%
- inne i nieużytki: 4,48%

Gmina stanowi 41,71% powierzchni powiatu.

### Wody

#### Jeziora
Gmina Międzychód leży na Pojezierzu Poznańskim, w zachodniej jego części, zwanej Pojezierzem Międzychodzko-Sierakowskim. Położone są w niej 52 jeziora o łącznej powierzchni około 712 ha.
Do największych akwenów śródlądowych należą:
- Jezioro Gorzyńskie (85,59 ha)
- Jezioro Bielskie (84,64 ha)
- Jezioro Wielkie (69,72 ha)
- Jezioro Winnogórskie (63,98 ha)
- Jezioro Tuczno (60,26 ha)
- Jezioro Koleńskie (51,38 ha)
- Jezioro Mierzyńskie (48,65 ha)
- Jezioro Radgoskie (48,48 ha)
- Jezioro Lubiwiec (46,30 ha)
- Jezioro Młyńskie (34,32 ha).

## Demografia

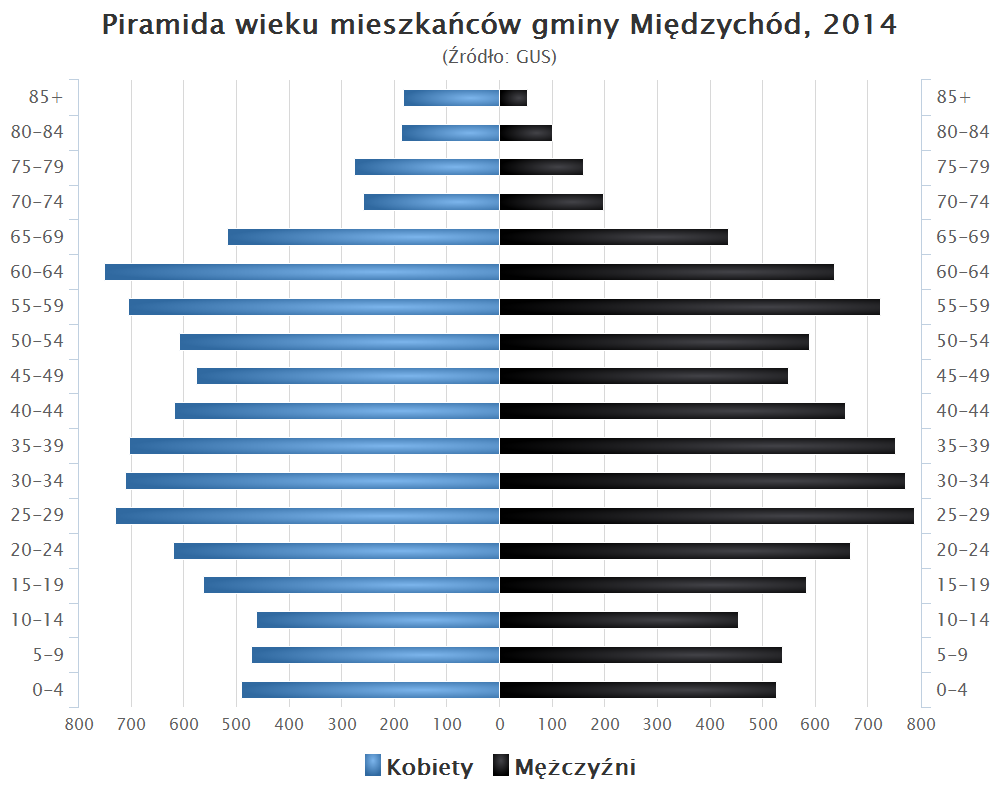
Piramida wieku mieszkańców gminy Międzychód w 2014 roku

Dane z 30 czerwca 2009:
| Opis                              | Ogółem | Ogółem | Kobiety | Kobiety | Mężczyźni | Mężczyźni |
| --------------------------------- | ------ | ------ | ------- | ------- | --------- | --------- |
| jednostka                         | osób   | %      | osób    | %       | osób      | %         |
| populacja                         | 18 366 | 100    | 9294    | 50,6    | 9072      | 49,4      |
| gęstość zaludnienia (mieszk./km²) | 59,8   | 59,8   | 30,2    | 30,2    | 29,5      | 29,5      |

## Sołectwa
W gminie znajdują się 42 miejscowości wiejskie, które połączone zostały administracyjnie w 26 jednostek pomocniczych, zwanych sołectwami.
| Nazwa wsi sołeckiej | Nazwa wsi sołeckiej | Ludność (2009 r.) | L. miejscowości w sołectwie | Miejscowości w sołectwie (typ)                          |
| ------------------- | ------------------- | ----------------- | --------------------------- | ------------------------------------------------------- |
|                     | Bielsko             | 1527              | 1                           |                                                         |
|                     | Dormowo             | 122               | 1                           |                                                         |
|                     | Drzewce             | 108               | 2                           | Żmijowiec (osada śródleśna)                             |
|                     | Dzięcielin          | 152               | 1                           |                                                         |
|                     | Głażewo             | 449               | 1                           |                                                         |
|                     | Gorzycko Stare      | 131               | 1                           |                                                         |
|                     | Gorzyń              | 341               | 1                           |                                                         |
|                     | Gralewo             | 125               | 1                           |                                                         |
|                     | Kamionna            | 528               | 3                           | Kamionna-Folwark (przysiółek) Wiktorowo (część wsi)     |
|                     | Kolno               | 315               | 2                           | Zielona Chojna (osada)                                  |
|                     | Krzyżkówko          | 73                | 2                           | Kaliska (leśn.)                                         |
|                     | Lewice              | 217               | 1                           |                                                         |
|                     | Łowyń               | 721               | 1                           |                                                         |
|                     | Mierzyn             | 175               | 4                           | Mierzynek (przysiółek) Przedlesie (wieś) Puszcza (wieś) |
|                     | Mnichy-Mniszki      | 173               | 2                           |                                                         |
|                     | Mokrzec             | 292               | 4                           | Kaplin (wieś) Radusz (leśn.) Zwierzyniec (wieś)         |
|                     | Muchocin            | 359               | 2                           | Muchocinek (przysiółek)                                 |
|                     | Piłka               | 283               | 2                           | Zamyślin (wieś/osada śródl.)                            |
|                     | Popowo              | 30                | 1                           |                                                         |
|                     | Radgoszcz           | 418               | 1                           |                                                         |
|                     | Skrzydlewo          | 105               | 1                           |                                                         |
|                     | Sowia Góra          | 26                | 1                           |                                                         |
|                     | Tuczępy             | 349               | 1                           |                                                         |
|                     | Wielowieś           | 246               | 1                           |                                                         |
|                     | Zatom Nowy          | 101               | 1                           |                                                         |
|                     | Zatom Stary         | 246               | 1                           |                                                         |
|                     |                     | 7612              | 40                          |                                                         |

### Klasy wielkościowe wsi
Największą wsią w gminie jest Bielsko, liczące 1527 mieszkańców. Poza tym w gminie są jeszcze 2 inne wsi duże (od 501 do 1000 mieszk.): Łowyń (721 mieszk.) i Kamionna (wraz z przysiółkami - 528 os.) oraz 6 wsi średnich, liczących od 301 do 500 mieszkańców (Głażewo – 449 os., Radgoszcz – 418, Muchocin – 359, Tuczępy – 349, Gorzyń – 341 i Kolno – 315).
- Średnia liczba ludności na:
  - osadę wiejską - około 179 osób
  - sołectwo - 288 osób
- Liczba miejscowości na sołectwo:
  - 1,65

| rodzaj      | przedział ludnościowy | ilość | % ogółu | liczba ludności | % ogółu | wsie sołeckie                                                                                    |
| ----------- | --------------------- | ----- | ------- | --------------- | ------- | ------------------------------------------------------------------------------------------------ |
| bardzo duże | pow. 1001 mieszk.     | 1     | 3,8%    | 1527            | 19,4%   | Bielsko                                                                                          |
| duże        | 501–1000 mieszk.      | 2     | 7,7%    | 1249            | 15,9%   | Łowyń, Kamionna                                                                                  |
| średnie     | 301-500 mieszk.       | 6     | 23,0%   | 2231            | 28,4%   | Głażewo, Radgoszcz, Muchocin, Tuczępy, Gorzyń, Kolno                                             |
| małe        | 151-300 mieszk.       | 8     | 30,8%   | 1799            | 22,9%   | Mokrzec, Piłka, Zatom Stary, Wielowieś, Lewice, Mierzyn, Mnichy, Dzięcielin                      |
| bardzo małe | pon. 150 mieszk.      | 9     | 34,6%   | 846             | 10,7%   | Gorzycko Stare, Gralewo, Dormowo, Drzewce, Skrzydlewo, Zatom Nowy, Krzykówko, Popowo, Sowia Góra |

## Architektura sakralna

### Kościoły
- Międzychód pw. Męczeństwa Jana Chrzciciela
- Międzychód pw. Niepokalanego Serca Maryi
- Kamionna pw. Narodzenia NMP
- Lewice pw. Mikołaja bpa
- Łowyń pw. Wniebowzięcia NMP

### Przydrożna mała architektura sakralna
Na terenie gminy Międzychód jest ponad 60 krzyży i kapliczek przydrożnych.

## Sąsiednie gminy
- Drezdenko – powiat strzelecko-drezdenecki (woj.lubuskie)
- Kwilcz, Sieraków – powiat międzychodzki (woj.wielkopolskie)
- Lwówek, Miedzichowo – powiat nowotomyski (woj.wielkopolskie)
- Przytoczna, Pszczew, Skwierzyna – powiat międzyrzecki (woj.lubuskie)